# جيم أوينز (لاعب كرة قاعدة)
جيم أوينز (بالإنجليزية: Jim Owens)‏ هو لاعب كرة قاعدة أمريكي، ولد في 16 يناير 1934 في غيفورد ‏ في الولايات المتحدة.

## وصلات خارجية
- جيم أوينز على موقع دوري كرة القاعدة الرئيسي (الإنجليزية)
- جيم أوينز على موقعبيزبول رفرنس.كوم (الدوري الرئيسي) (الإنجليزية)
- جيم أوينز على موقعبيزبول رفرنس.كوم (الدوري الثانوي) (الإنجليزية)
- جيم أوينز على موقع إي إس بي إن.كوم (أم.أل.بي) (الإنجليزية)
- جيم أوينز على موقع مشجعي الرسوم البيانية (الإنجليزية)